# Denis Balbir
Pour les articles homonymes, voir Balbir.
Denis Balbir, né le 22 mars 1959 à Nainital en Inde, est un journaliste sportif français.

## Biographie
Il naît le 22 mars 1959 en Inde. Originaire de la région de Nainital, il arrive à Paris dès son plus jeune âge, et grandit dans le 16e arrondissement de la capitale française, entre Roland-Garros, le Parc des Princes et le stade Jean-Bouin où il « pratique la gym à l'école ». Il ne rate jamais le multiplexe France Inter de Thierry Roland ou une rencontre télévisée et commentée à l'époque par Michel Drucker.

## Carrière journalistique
Denis Balbir commence sa carrière de journaliste en 1983 sur la radio musicale NRJ où il présente notamment les flashs d'informations dans la matinale Starter animée par Dominique Duforest.
En 1990, il rejoint Canal+ où il commente les matchs de football du Championnat de France de football et de la Ligue des champions sous l'aile de Charles Biétry ou Thierry Gilardi. 
En 2005, il commente le World Poker Tour avec Patrick Bruel.
En 2007, il quitte la chaîne cryptée pour France Télévisions où il présente le magazine dominical France 2 foot sur France 2 et commente les matchs de Coupe de la Ligue, de Coupe de France et du trophée des champions. Mais France 2 Foot est supprimée car la chaîne perd les droits de diffusion des images des matches au profit du Canal Football Club de Canal+. Il quitte donc France Télévisions. 
Il rejoint alors Orange sport en juin 2008. Il commente le « grand match » de Ligue 1 du samedi soir en compagnie de Céline Géraud, Florian Genton, Franck Sauzée et Youri Djorkaeff.
Parallèlement entre août 2008 et mai 2010, il est consultant Europe 1 dans l'émission Europe 1 Foot animée par Alexandre Delpérier (puis Alexandre Ruiz à partir de mars 2010) avec Guy Roux et Franck Sauzée.
Durant la coupe du monde de football 2010, il commente les matchs de l'équipe de France avec Alexandre Delpérier pour la webradio Radio Mondial sur Goom Radio et le site internet de Direct 8. Durant l'Euro 2012, il commente certains matchs diffusés sur M6, devant à la base faire partie de la « seconde paire » composée de Jean-Marc Ferreri et de lui-même. Cependant, en raison des soucis médicaux, puis du décès de Thierry Roland, il prend place temporairement puis définitivement dans la « première paire », en compagnie de Jean-Michel Larqué (le duo Roland-Larqué devant à l'origine être reformé pour la compétition). Il est alors remplacé dans la seconde paire par Jean-Philippe Doux.
Une fois l'Euro 2012 terminé, le groupe M6 confirme Denis Balbir comme nouveau commentateur des matchs de football aux côtés de Jean-Marc Ferreri. Ce duo commente pour W9 la Ligue Europa et la Coupe du monde féminine de football 2015, pour M6 les matchs de qualification à la coupe du monde 2014 de l'équipe de France dont M6 obtient les droits (Finlande-France en septembre 2012 et Géorgie-France en septembre 2013), l'Euro 2016 en France (onze matchs, dont la finale obtenue par M6 par tirage au sort contre TF1) et les matches de l'équipe de France (Ligue des nations, qualifications Euro 2020, Mondial 2022 et matches amicaux) dont M6 et TF1 se partagent les droits de 2018 à 2022.
En 2017, il commente pour la première fois le concours de Miss Univers avec Marine Lorphelin sur Paris Première.
Le 10 août 2018, Denis Balbir devient le nouvel animateur de l'émission On refait le match sur RTL, à la place de Pascal Praud.
En 2018, le groupe M6 récupère également la diffusion des matchs de l'équipe de France féminine de football. Il commente ces rencontres, sur W9 aux côtés de Camille Abily, tous deux sont accompagnés par Carine Galli en bord-terrain.
À partir de 2020, il ne commente plus les matchs de l'équipe de France sur M6 et cède la présentation de l'émission On refait le match à Christian Ollivier. Il reste au sein du groupe M6 pour commenter les matchs de Ligue des Nations hors équipe de France sur W9 et rejoint France Bleu Lorraine Nord pour animer 100 % Grenats, la quotidienne de la station consacrée au FC Metz et diffusée le mardi de 18 h à 19 h.
En 2021, il fait sur W9 un retour provisoire aux commentaires des matchs de l'équipe de France féminine, en remplaçant Xavier Domergue, d'abord en février puis en juin,,.

## Polémiques

### Procès contre lesCahiers du football
S'estimant diffamé par un article satirique du magazine Les Cahiers du football, il porte plainte pour « injure publique ». Mais le tribunal correctionnel de Metz relaxe Les Cahiers du football. Il fait appel de la décision au plan civil. En novembre 2009, il gagne son procès en appel. Les Cahiers du football sont condamnés à lui verser 1 500 euros de dommages et intérêts et 1500 euros de frais de justice.

### Propos envers les joueurs de Leipzig
Le 12 avril 2018, après la victoire de Olympique de Marseille contre RB Leipzig en quarts de finale retour de la Ligue Europa 2017-2018 à Marseille (5-2), le commentateur tient hors antenne des propos insultants envers les joueurs allemands. La séquence a fuité une heure après sur les réseaux sociaux (Twitter), de source anonyme. Le lendemain, Denis Balbir présente des excuses tout en dénonçant comme une malveillance à son encontre la diffusion de propos privés. Le CSA est saisi pour propos homophobes et la direction de W9 le suspend d'antenne pour le prochain match diffusé par la chaîne. Ainsi, le journaliste Philippe Sanfourche le remplace au micro pour commenter avec Jean-Marc Ferreri la demi-finale aller contre le Red Bull Salzbourg à Marseille. À l'issue de la rencontre gagnée 2-0 par l'OM, le capitaine marseillais Dimitri Payet déclare apprécier le commentateur et lui dédie la victoire. Denis Balbir retrouve normalement sa place de commentateur à partir de la demi-finale retour, le 3 mai 2018 en Autriche qui voit l'OM se qualifier pour la finale malgré sa défaite 2-1 après prolongation.

### Polémique sexiste
En octobre 2018, le journaliste déclare ne pas vouloir entendre de femmes commenter des matchs : « Une femme qui commente le foot masculin, je suis contre. Dans une action de folie, elle va monter dans les aigus. »
Il revient ensuite sur ses propos, « regrettant une mauvaise interprétation », mais les journalistes de M6 et RTL (ses employeurs) condamnent ses propos.

## Vie privée
Denis Balbir a quatre filles : Anne-Sophie Balbir journaliste à RMC et Alka Balbir, de son vrai nom Anne-Laure Balbir, Juliette Balbir et Shaana Balbir. Il vit à Metz depuis 2007.